# La notte e la città
La notte e la città (Night and the City) è un film del 1992 diretto da Irwin Winkler, con Robert De Niro e Jessica Lange.
È il remake del film I trafficanti della notte di Jules Dassin (1950).

## Trama
L'avvocato Harry Fabian, dopo aver perso una causa contro un pugile, prova la strada di organizzatore di eventi di pugilato, ambiente monopolizzato da "Boom Boom" Grossman. Fabian riesce a convincere Al Grossman, fratello maggiore di "Boom Boom" ed ex-pugile, ad aiutarlo a selezionare i pugili per un incontro. Nonostante l'aiuto finanziario di Helen, una donna sposata con cui ha una relazione da tempo, il tutto finirà in un nulla di fatto.